# Tarantel (Zeitschrift)
Die Tarantel war eine satirische Monatszeitschrift, die vom CIA finanziert wurde, von 1950 bis 1962 in West-Berlin hergestellt wurde und zur Verbreitung in der DDR bestimmt war.

## Geschichte
Der Journalist Heinz Willi Wenzel (1919–1971) alias Heinrich Bär beantragte 1946 beim französischen Presseamt in West-Berlin die Lizenz für eine Satirezeitschrift mit dem Namen Brennglas. Wenzel, der damals beim Sowjetischen Nachrichtenbüro in Berlin-Weißensee als Volontär arbeitete, wurde daraufhin am 31. Juli 1946 vom NKWD verhaftet und im NKWD-Sammellager Hohenschönhausen eingesperrt. Nachdem er ohne Gerichtsverfahren dreieinhalb Jahre im Speziallager Sachsenhausen, dem ehemaligen KZ Sachsenhausen, verbracht hatte, wurde er im Januar 1950 entlassen. Während dieser Haftzeit entstand die Idee, sich an den kommunistischen Machthabern in Form von Karikaturen, Flüsterwitzen und Satire zu rächen und das Regime in Ost-Berlin lächerlich zu machen.
Nach seiner Haftentlassung zog er 1950 nach West-Berlin um, wo er zunächst Arbeitslosenunterstützung vom Arbeitsamt für Wissenschaftler und Künstler erhielt. Er kümmerte sich nun auch um die Kontakte, die ihm von nicht entlassenen Mithäftlingen vermittelt wurden, wobei er auch einen amerikanischen Freund eines Mithäftlings aufsuchte, der zum entscheidenden Kontakt für die Zukunft wurde. Die genaue Identität dieser Verbindung wurde von Wenzel aber nie enthüllt.
Im Jahr 1958 schrieb der finnische Filmregisseur und Politiker Jörn Donner, der damals Kolumnist bei der Zeitung Dagens Nyheter war, in seinem Rapport från Berlin:

„Ich wurde zum Gründer, dem Chef, der Seele des Ganzen, dem Motor, Heinrich Bär, geführt. Ein kleiner, schwarzhaariger, schwarzbärtiger, schmalschultriger Mann mit Brille, der im Besitz einer außerordentlichen Energie ist, die sich über seine Umgebung in schnellen Stößen entläßt […]“

### Gründung
Vom 27. bis 30. Mai 1950 fand in Ost-Berlin das erste Deutschlandtreffen der Jugend statt. Heinrich Bär, wie sich Heinz Willi Wenzel nun nannte, hatte zu dieser Zeit die Genehmigung für eine dreimonatige Versuchsphase zur Herausgabe seiner satirischen Monatszeitschrift bekommen, für die er nun nicht mehr wie geplant den Namen Brennglas benutzen wollte, sondern den Namen Tarantel wählte, weil Menschen gewöhnlich wie besessen auf den Stich dieses Tieres reagieren. Im Umfeld der Propaganda zum Deutschlandtreffen lud er Journalisten und Karikaturisten West-Berliner Zeitungen zu einem Treffen in einem Nebengebäude der SPD-nahen Tageszeitung Telegraf am Bismarckplatz in Berlin-Grunewald ein. Zu diesem Treffen erschienen viele bekannte Karikaturisten, wie Fritz Behrendt, der gerade aus DDR-Haft entlassen worden war und der später unter anderem für die FAZ zeichnen sollte. Man entwarf ein politisches Satiremagazin gegen die DDR unter dem Titel Tarantel. Viele Anleihen stammten von der von Günter Neumann herausgegebenen Zeitschrift Der Insulaner, die wegen ihres intellektuellen Anspruchs nie den gewünschten Leserkreis erreichte und bald darauf eingestellt wurde.
Unter Bärs Ägide entstand so das erste Blatt mit eindrucksvollen Karikaturen und Collagen sowie mit prägnanten kurzen Texten und Witzen. Auf der Titelseite erschien ein Bild von Stalin mit der Schlagzeile „Ein Volk! Ein Reich! Wie Früher!“, einer Abwandlung der nationalsozialistischen Parole „Ein Volk, ein Reich, ein Führer“. Die bunt gestaltete neue Zeitschrift wurde in einer Auflage von 10.000 Exemplaren unentgeltlich („Preis: unbezahlbar“) verteilt und war nach wenigen Stunden vergriffen. Das Blatt erschien noch ohne Impressum, ab der dritten Ausgabe im Dezember 1950 mit dem Untertitel „Satirische Monatszeitschrift der DDR“ und Impressum mit der Angabe „Freiheitsverlag Leipzig (Sowjetzone), Chefredakteur Heinrich Bär, Ausweichadresse: Westberlin, Postschließfach 11, Charlottenburg 9“.

### Erfolgreiche Weiterentwicklung
Die erste Ausgabe erschien noch im DIN-A4-Format, das sich aber nicht für den Grenzübertritt in den Ostteil der Stadt eignete, weil es bei den üblichen Grenzkontrollen leicht entdeckt werden konnte. Das Format wurde deshalb auf DIN A5 mit acht Seiten umgestellt, wodurch die Hefte einfacher auf dem Postweg verschickt werden konnten. Die Auflage wurde vervielfacht, und die Hefte verteilte man als Beilage zu West-Berliner Zeitungen an Ost-Berliner Einwohner.
Nach dem Erfolg der ersten Sondernummer meldeten sich bei Bär die Parteien, Gewerkschaften, der RIAS und antikommunistische Organisationen wie die Kampfgruppe gegen Unmenschlichkeit und der Untersuchungsausschuß Freiheitlicher Juristen, die das Blatt ebenfalls unentgeltlich verteilen wollten. Die zweite Ausgabe erschien deshalb bereits in einer Auflage von 50.000 Exemplaren. Neben der Handverteilung und als Zeitungsbeilage wurden größere Mengen auf dem Postweg an Vertrauenspersonen in der Ostzone verschickt, die dann die weitere Verteilung übernahmen.
Neben den regulären monatlichen Ausgaben erschienen immer wieder Sondernummern zu aktuellen Ereignissen. Im Dezember 1951, ein Jahr vor Stalins Tod, erschien ein Preisausschreiben unter dem Motto: „Wer baut das Stalin-Mausoleum?“ Es wurde ein Preisgeld für die nächste Tarantel-Ausgabe von 100 Mark für den besten Vorschlag des Monats ausgelobt und 300 Mark für den insgesamt besten Vorschlag nach Abschluss des Wettbewerbs.
Die Reaktion darauf war überwältigend, die Redaktion erhielt in den nächsten zehn Monaten über 18.000 Zuschriften, es wurden Vorschläge wie Misthaufen, Latrinen und Galgen eingereicht, die aber vom Wettbewerb ausgeschlossen wurden. Etliche der Einsender wurden für die Teilnahme von der Stasi verhaftet und zu empfindlichen Strafen verurteilt.
Die Zeitschrift erreichte bis zum Oktober 1957 eine durchschnittliche Auflage von 270.000 Exemplaren pro Ausgabe. Auch das Ostbüro der SPD nahm regelmäßig größere Mengen der Zeitschrift ab.

## Heftstruktur
Bis Mitte 1951 hatte sich eine Grundstruktur entwickelt, die bis zur Einstellung 1962 nach 124 Monatsheften und 40 Sonderausgaben beibehalten wurde.
- Das Heft hatte einen Umfang von acht Seiten.
- Das Format war DIN A5.
- Auf dem Titelblatt befand sich unter dem Schriftzug „Tarantel – Satirische Monatsschrift der Sowjetzone“ und dem Bild der Tarantel die Karikatur des Monats. Ab August 1955 war die Titelseite mit einem Spinnennetz unterlegt. Der Preis war als „unbezahlbar“ angegeben.
- Auf den beiden Mittelseiten wurden fünf doppelspaltige Karikaturen von längeren Texten eingefasst. Hier fand sich regelmäßig ein Kurzkrimi mit Vopo-Kommissar Schlippenzick und seinem Assistenten Mackebusch.
- Einen festen Platz hatte die Kolumne Fragen Sie Frau Sowjette mit der Überschrift „In allen Fragen der gesellschaftlichen Entwicklung und bei allen dialektischen Zweifeln bringt Frau Sowjette auch Ihnen Rat und Hilfe“. Hier wurden satirische Antworten auf alle Fragen des kommunistischen Alltags gegeben. Ein Beispiel aus der Ausgabe vom Mai 1955:

Oberfeldwebel Platzek, KVP, Gera:
„Ich wundere mich, daß ich trotz meines hohen Monatsgehalts als Angehöriger der KVP keine Steuern abzuführen habe. Können Sie mir den Grund dafür sagen?“

Frau Sowjette antwortet:
„Als Angehöriger unserer stolzen Nationalarmee sind Sie nicht dazu da, Steuern zu zahlen, sondern sie zu verbrauchen.“
- Auf der letzten Seite erschienen Informationen für die Leser über Kontaktmöglichkeiten zur Redaktion mit wechselnder Ausweichadresse sowie das Impressum und der Hinweis: „Ohne Lizenz der sowjetischen Militärregierung unter schärfster Verfolgung der NKWD und des SSD“. Das Impressum vermerkte ausdrücklich: „Nachdruck nur unter der Angabe der Herkunftsquelle (‚Tarantel‘) gestattet“.

Die Beiträge übten stets Kritik am kommunistischen System der DDR, an der sowjetischen Besatzungsmacht und an deren Propaganda; häufig waren Beiträge im DDR-Propaganda-Jargon verfasst. Die Wort- und Karikaturbeiträge waren stets sehr deftig und vehement antikommunistisch und sollten nicht allzu ironisch sein, damit sie im Publikum auch verstanden wurden. Die Karikaturen orientierten sich an den Vorbildern Simplicissimus und Kladderadatsch. Besonders beliebt waren stets Karikaturen der Machthaber Walter Ulbricht und Wilhelm Pieck, für die die Spitznamen Der Spitzbart und Wilhelm III. geprägt wurden.

## Mitarbeiter und Redaktionsräume
Der Verlag beschäftigte nur wenige festangestellte Mitarbeiter, die alle Tarnnamen nach bissigen Tieren trugen, um sich vor Verfolgung durch die Stasi zu schützen. Angestellt waren diese pro forma bei der Graphischen Gesellschaft Grunewald, die für den Druck der Zeitschrift zuständig war. Insgesamt waren bis zu zwei Dutzend festangestellte Mitarbeiter für den Verlag tätig.
- Heinz W. Wenzel alias Heinrich Bär – Chefredakteur
- Walter Schulz-Heidorf alias Wolfram Wolf – stellvertretender Chefredakteur
- Klaus Kunkel – Chef vom Dienst
- Erika Wenzel alias Frau Bär – Sekretärin
- „Schnallchen“ – Sekretärin
- Arne Gisli Th. alias Herr Fuchs – Redaktionsgehilfe

Die Karikaturisten und Texter arbeiteten auf Honorarbasis und waren gleichzeitig auch noch für andere Zeitungen tätig. Zu ihnen gehörten Fritz Behrendt („igel“), Peter Reimann, „pit“, „zwick“, Chlodwig Poth, Gerhard Vogler („Vau“), „Oskar“, „zel“, „Urban“, „fax“, „Emmes“, „Harbin“, „hai“, „pero“ aus Brünn, „CAT“, „Zoltan“ aus Ungarn, „Pinguin“ (Gerhard Kurth), „tüte“ und viele andere.
Das „Büro Bär“ befand sich anfangs in den Räumen der SPD-nahen Zeitung Telegraf am Bismarckplatz in Berlin-Grunewald. Bereits 1951 konnte die Redaktion zusätzlich drei Räume in der Mommsenstraße 27 nutzen, die vom Bund der Verfolgten des Naziregimes bereitgestellt wurden.
Mit der Umbenennung des Freiheitsverlags Leipzig in Heinrich Bär Verlag im Jahr 1956 zog der Verlag in eine Neubauetage in der Joachimsthaler Straße in Berlin-Charlottenburg. Da die Räume aber schnell zu klein wurden, zog der Verlag 1958 schließlich in die Stresemannstraße 30 nach Kreuzberg, wo er bis zum Ende des Blattes und der Liquidierung des Tarantelpress Verlags 1968 seinen Sitz hatte.

## Kontakte zumEulenspiegel
Mehrere Mitarbeiter der Tarantel kamen von der Ost-Berliner Satirezeitschrift Eulenspiegel oder deren Vorgänger Frischer Wind, weshalb es immer private Verbindungen zwischen den beiden Redaktionen gab und die Tarantel-Redaktion über die Vorgänge beim Eulenspiegel recht gut informiert war. Einige Eulenspiegel-Mitarbeiter flüchteten auch in den Westen und kamen vorübergehend bei der Tarantel unter. Hierzu gehörten der Karikaturist und Texter Peter Reimann aus Leipzig, der beim Frischen Wind gearbeitet hatte, der Zeichner „Pause“, der ebenso wie sein Partner „Holz“ vor der Staatssicherheit geflohen war oder der Mitarbeiter der BZ am Abend und der Illustrierten Rundschau, Merzbach.
Im November 1955 flüchtete Klaus Kunkel, der Chef vom Dienst des Eulenspiegel, nach West-Berlin. Es gelang Wenzel, ihn zu finden und für den Verlag anzuwerben, wo er ebenfalls Chef vom Dienst wurde. Unter seiner Regie entstand dann im September eine gefälschte „Sonderausgabe“ des Eulenspiegel unter dem Titel „Explosives Sonderheft“, das dem Original zum Verwechseln ähnelte. Man hatte sich bemüht, das Erscheinungsbild, den Druck, den Zeichenstil der Eulenspiegel-Karikaturisten, das Papier und die Druckfarbe möglichst genau zu imitieren, wobei das Mattrot des Eulenspiegel besonders schwierig nachzumachen war. Im Impressum erschien der noch vor einem halben Jahr beim Eulenspiegel tätige Klaus Kunkel. Diese Sonderausgabe wurde den verblüfften Ostbesuchern der Grünen Woche in die Hand gedrückt. Alle Eulenspiegel-Mitarbeiter erhielten ebenfalls ein Exemplar, und die ausländischen Besucher, die zum zehnjährigen Eulenspiegel-Jubiläum angereist waren, fanden eine „Sonderausgabe“ in ihren Zimmern im DDR-Gästehaus Johanishof vor.

## Stasibespitzelung
Nach der deutschen Wiedervereinigung hatte Walter Schulz-Heidorf, der frühere stellvertretende Chefredakteur und Autor eines Buches über die Tarantel, Gelegenheit, die Stasi-Unterlagen in der Gauck-Behörde einzusehen. Beschränkten sich die Maßnahmen der Stasi gegen die Tarantel zunächst auf Beschlagnahme der Zeitschrift und Verfolgung der Verteiler, wie Johann Burianek oder Friedhelm Thiedig, stellte ab 1959 die damalige Hauptabteilung V (Vorgänger der Hauptabteilung XX) ein Offensiv-Konzept gegen den Bär-Verlag auf. Schon vorher hatte die Stasi versucht, den Verlag auszuspionieren, wozu ein ehemaliger Mithäftling Wenzels aus Sachsenhausen angesetzt wurde. Diese Operationen erwiesen sich aber als relativ unergiebig. Erst der Einsatz einer Putzfrau als „GM König“ ab März 1960 brachte der Stasi detaillierte Erkenntnisse.

## Einstellung
Nach dem Mauerbau am 13. August 1961 war der Vertrieb in die DDR über die Sektorengrenze nicht länger möglich und ein großer Teil der Informanten aus der DDR und anderen Ostblockländern nicht mehr erreichbar. Mit jeder geflohenen Person ging ein weiterer potentieller Leser verloren. Es erschienen noch drei weitere Ausgaben, und mit der Nummer 124 im April 1962 wurde die Zeitschrift eingestellt, da hauptsächlich die Zielgruppe verloren gegangen war.
Bei der Liquidation des Verlags im Jahr 1968 wurden alle Unterlagen vernichtet, damit diese nicht der Stasi in die Hände fallen konnten. Heinrich W. Wenzel starb im Juni 1971 an Leberzirrhose und Kreislaufversagen. Finanziert wurde die Tarantel anfangs durch die CIA und ab etwa 1954 auch durch das Gesamtdeutsche Ministerium (BMG). Die Tarantel war Teil der von CIA und BMG geführten Psychologischen Kriegsführung gegen die Bindung Ostdeutschlands an die Sowjetunion.